# Trihydrogène
Cet article concerne le corps simple neutre H3. Pour l'ion H3+, voir Cation trihydrogène.
L'hydrogène triatomique ou trihydrogène, également hyzone, est une molécule triatomique instable dans son état fondamental, de formule H3.

## Formation
H3 peut être formé dans un tube à décharge basse pression.
Un faisceau de molécules H3 peut être produit à partir d'un faisceau de cations H3+ passant à travers du potassium gazeux. Ce dernier, donne un électron à H3+ pour former K+ . D'autres métaux alcalins gazeux, comme le césium, peuvent aussi être utilisés pour donner des électrons.